# Dennis Archer
Dennis Wayne Archer (nacido el 1 de enero de, 1942) es un americano abogado, jurista y ex político de Míchigan. Archer, demócrata, sirvió en la Corte Suprema de Míchigan y como alcalde de Detroit. Más tarde se desempeñó como presidente de la Asociación de Abogados de Estados Unidos, convirtiéndose en el primer presidente negro de la organización, que, hasta 1943, había prohibido la membresía de abogados afroamericanos.

## Primeros años y educación
Dennis Archer nació el 1 de enero de 1942 en una familia de clase baja que vivía en el lado este de Detroit. Su familia tuvo problemas económicos porque el padre de Archer perdió el brazo en un accidente automovilístico. Había pocas oportunidades de empleo para los discapacitados en la ciudad, por lo que la familia se mudó a la zona rural de Cassopolis cuando Archer tenía cinco años. 
Archer comenzó a trabajar para ayudar a mantener a su familia a la temprana edad de ocho años. Trabajó como carrito de golf, colocador de bolos en una bolera y conserje en una panadería. Después de graduarse de la escuela secundaria, Archer financió su educación universitaria pintando casas, trabajando en una farmacia y convirtiéndose en el primer afroamericano en trabajar en el departamento de registros médicos del Hospital Henry Ford. Archer comenzó su educación universitaria en la Universidad Estatal Wayne con la intención de convertirse en farmacéutico. Más tarde se trasladó al Instituto de Tecnología de Detroit y luego a la Universidad de Western Míchigan.
En la Universidad de Western Míchigan, obtuvo su licenciatura en educación. Inicialmente había planeado ser profesor de historia, pero luego se trasladó a ser profesor de educación especial en la escuela primaria Ralph Bunche, ubicada al este del centro de Detroit. De 1965 a 1970, Archer enseñó a niños con discapacidades de aprendizaje en las Escuelas Públicas de Detroit. Luego pasó a obtener su JD de la Facultad de Derecho de Detroit, ahora Facultad de Derecho de la Universidad Estatal de Míchigan, en 1970.
Además de ejercer la abogacía en Detroit, Archer fue profesor asociado en la Facultad de Derecho de Detroit de 1972 a 1978, y profesor adjunto en la Facultad de Derecho de la Universidad Estatal Wayne de 1984 a 1985. Fue miembro de la junta directiva de la Asociación de Abogados de Detroit y presidente de la Sección de Abogados Jóvenes de la asociación de 1973 a 1975. Archer también fue presidente de tres colegios de abogados: el Wolverine Bar Association de 1979 a 1980, el National Bar Association de 1983 a 1984 y el State Bar of Míchigan de 1984 a 1985.

## Servicio en la Corte Suprema de Míchigan
Después de una exitosa carrera de 15 años como abogado, Archer fue nombrado miembro de la Corte Suprema de Míchigan por el gobernador James Blanchard. Fue el único segundo hombre negro en sentarse en esa cancha en la historia de Míchigan, poniendo fin a un período de casi veinte años sin presencia afroamericana. Archer se desempeñó como juez de 1986 a 1990. Durante su último año en la Corte Suprema de Míchigan, fue nombrado "juez más respetado en Míchigan" por Michigan Lawyers Weekly.

## Alcaldía de Detroit
Archer comenzó su campaña para alcalde en 1990, compitiendo contra el muy querido alcalde Coleman Young, buscando la reelección para cumplir su sexto mandato en el cargo. Cuando el alcalde Young se retiró de la carrera debido a una enfermedad, dio su respaldo a Sharon McPhail.
Archer corrió en una plataforma para cerrar la brecha entre las poblaciones urbanas y suburbanas de Detroit. También se enfrentó a los casinos, una posición que lo puso en línea con la mayoría de los votantes de la ciudad y muchos de los líderes religiosos de la ciudad. Tras ser elegido, sin embargo, se mostró mucho más receptivo a los intereses de ¡l lobby de los casinos. Esto generó desconfianza entre algunos miembros de la comunidad afroamericana que temían que Archer priorizara las necesidades de los blancos sobre las suyas. Muchos pensaron que Archer “no era lo suficientemente negro para ser alcalde de una ciudad que era aproximadamente 80 por ciento afroamericana”. Archer trabajó para terminar con esta percepción explicando a quién representa. “Estoy ante ustedes representando a los niños que están más preocupados por sobrevivir a la jornada escolar... los sin techo, los marginados y los trabajadores pobres que quieren una vivienda asequible y un lugar limpio y decente para vivir”. Hizo hincapié en que estaba interesado en mejorar la vida de todos los habitantes de la ciudad y los suburbios, ya fueran negros, blancos, árabes, judíos o hispanos. Uno de los principales estrategas de campaña de Archer fue David Axelrod. 
En noviembre de 1993, Archer ganó las elecciones sobre McPhail, con votos divididos del 57 al 43 por ciento, respectivamente. Según las encuestas a boca de urna, Archer ganó el 90 por ciento del voto blanco, pero solo el 47 del voto negro. 
Archer se desempeñó como alcalde de Detroit de 1993 a 2001. Durante su mandato, trabajó para reparar las relaciones de la ciudad con los suburbios de Detroit y la comunidad empresarial local mediante la cooperación con líderes empresariales suburbanos en sus planes de remodelación de la ciudad. Una de sus principales contribuciones económicas a Detroit fue atraer al gigante tecnológico Compuware a la ciudad. Durante su mandato, la ciudad vio su calificación de bonos mejorada varias veces. Cuando se convirtió en alcalde, la ciudad todavía estaba rastreando los procesos financieros más complejos en tarjetas de archivo. Archer introdujo la informatización en la mayoría de los departamentos de la ciudad. Su administración también inició un programa de desarrollo de la fuerza laboral.
Archer fue un firme partidario de numerosos proyectos de construcción en el centro de Detroit, incluidos dos nuevos estadios, el Ford Field para los Detroit Lions y el Comerica Park para los Detroit Tigers. Archer también se convirtió en presidente de la Liga Nacional de Ciudades durante su último año como alcalde.
A pesar de la disminución del crimen y el desempleo durante el tiempo de Archer como alcalde, fue criticado con frecuencia por supuestamente no apoyar o escuchar a los líderes de la comunidad afroamericana. Se enfrentó a una fuerte oposición al abrir tres casinos dentro de los límites de la ciudad y no otorgar ninguna de las tres licencias de casino a un afroamericano.
Archer fue reelegido por un amplio margen en 1997, pero fue objeto de una campaña de revocatoria en su segundo mandato, lanzada por muchos de sus oponentes originales. No se presentó a la reelección en 2001.

## Post-alcaldía
Tras dejar el cargo como alcalde de Detroit en enero de 2002, Archer fue nombrado presidente del bufete de abogados Dickinson Wright, con sede en Detroit, y de la junta directiva de Compuware. Es miembro del Litigation Counsel of America.
En 2004, la gobernadora de Míchigan, Jennifer Granholm, lo nombró para un mandato de ocho años que finaliza el 31 de diciembre de 2012 en la junta de fideicomisarios de la Universidad Western Michigan. Fue nombrado tutor legal de Rosa Parks en octubre de 2004.
En febrero de 2008, Archer anunció que estaba considerando postularse para gobernador de Míchigan en 2010, pero finalmente decidió no participar en la carrera en noviembre siguiente.
Archer se desempeña como copresidente del Proyecto de Política Nacional de Transporte en el Centro de Política Bipartidista.
Archer es un miembro general del Comité Nacional Demócrata, donde se desempeña como miembro del Comité Ejecutivo.
El 1 de diciembre de 2017, Archer publicó sus memorias, "Let the Future Begin", coescrito con Elizabeth Ann Atkins y publicado por Atkins & Greenspan Writing.

## Vida personal
Archer es miembro de Alpha Phi Alpha y de Geometry Lodge # 49, F&AM PHA, Francmasonería Prince Hall.